# Calleulype evanescens
Calleulype evanescens är en fjärilsart som beskrevs av Butler 1881. Calleulype evanescens ingår i släktet Calleulype och familjen mätare. Inga underarter finns listade i Catalogue of Life.